# جاي دي فورست ريتشاردز
جاي دي فورست ريتشاردز (بالإنجليزية: J. De Forest Richards)‏ هو لاعب كرة قدم أمريكية أمريكي، ولد في 28 نوفمبر 1874 في كامدين في الولايات المتحدة، وتوفي في 5 سبتمبر 1949 في شيكاغو في الولايات المتحدة.